# エドガー (イングランド王)
エドガー平和王（Edgar the Peaceful, 942年頃 - 975年7月8日）は、イングランド王（在位：959年 - 975年）。マーシア王（在位：957年 - 959年）、ノーサンブリア王（957年 - 959年）でもあった。イングランド王エドマンド1世の子。

## 生涯
エドマンド1世の死後はエドガーの叔父エドレッド、兄エドウィ王が即位したが、デーン人侵入などの混乱により、952年にエドガーが即位した。「平和王」という名は、その治世が統一の完成期であり、イングランドを脅かしていたデーン人や国内の混乱などから解放された“平和”時代であったことを意味する。
エドガーの死後、息子のエドワード（即位後に暗殺）とエゼルレッドが即位する。

## 子女
最初の妃はエゼルフレド、次にウルフリーダと結婚し、そのいずれかの妃から1男をもうけた。
- エドワード（962年頃 - 978年）

三度目にエルフリーダ・オブ・デヴォンと結婚、2男をもうけた。
- エドマンド
- エゼルレッド2世（968年 - 1016年）

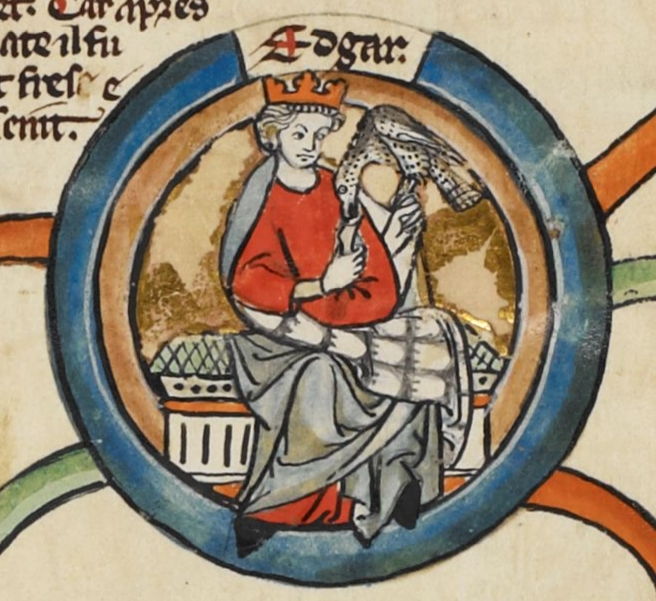
エドガー

1. 1 2 3 4 5  Weir 2008, p. 20.
2. 1 2 3  Stafford 2001, pp. 324–325.
3. ↑  Stafford 2001, p. 91.